# Brecht Van Kerckhove
Brecht Van Kerckhove (ur. 3 maja 1976 w Gandawie) – belgijski siatkarz, grający na pozycji rozgrywającego. Od stycznia 2020 roku jest asystentem Vitala Heynena w Sir Safety Perugia.

## Sukcesy zawodnicze

### klubowe
Superpuchar Belgii:
- 2004, 2005

Puchar Belgii:
- 2005, 2006

Mistrzostwo Belgii:
- 2005, 2006

## Sukcesy trenerskie

### klubowe
Superpuchar Belgii:
- 2012

Mistrzostwo Belgii:
- 2013